# Boeza
Il Boeza è un fiume spagnolo che scorre nella provincia di León. È un affluente del fiume Sil che a sua volta è affluente del fiume Minho che sfocia nell'Oceano Atlantico, segnando il confine tra Spagna e Portogallo.
Anche un villaggio, nella stessa provincia di León, ha questo nome.